# Minerador
Mineiro ou minerador é a ocupação de uma pessoa que extrai minérios, carvão, pedras preciosas e outros minerais do solo através da mineração.

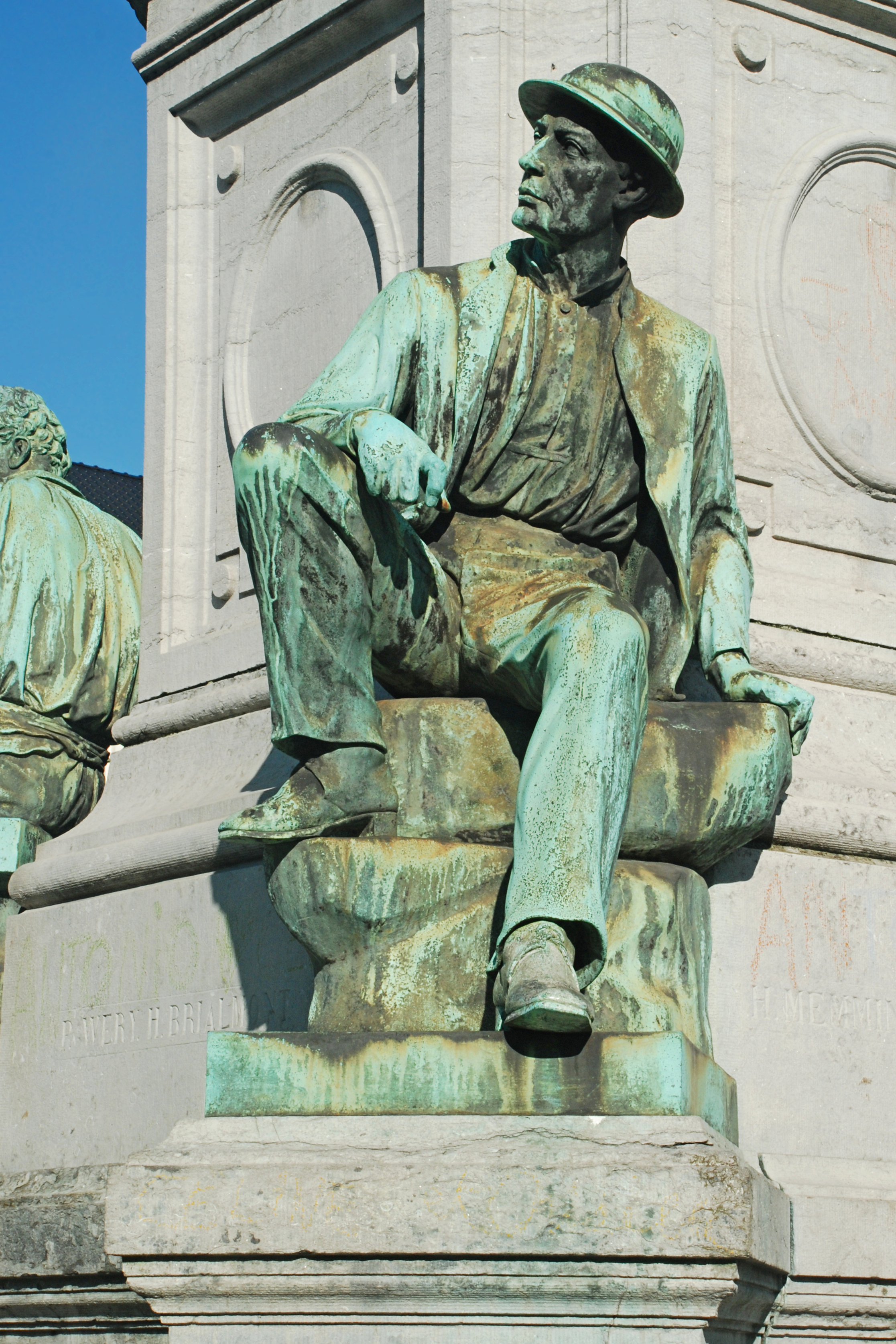
Estátua de um minerador (Monumento para John Cockerill em Bruxelas).

## Mineiros modernos
Os engenheiros de minas usam os princípios da matemática e da ciência para desenvolver soluções econômicas para os problemas técnicos dos mineradores. Na maioria dos casos, é necessário um diploma de bacharel em engenharia, engenharia de minas ou engenharia geológica. Como a tecnologia está mudando constantemente, mineradores e engenheiros de minas precisam continuar sua educação.
O básico da engenharia de mineração inclui encontrar, extrair e preparar minerais, metais e carvão. Esses produtos minerados são usados para geração de energia elétrica e indústrias manufatureiras. Os engenheiros de minas também supervisionam a construção das operações de minas subterrâneas e criam meios de transportar os minerais extraídos para as usinas de processamento.